# Dasodis
Dasodis là một chi bướm đêm thuộc phân họ Tortricinae của họ Tortricidae.

## Các loài
- Dasodis cladographa Diakonoff, 1983
- Dasodis microphthora (Meyrick, 1936)